# Jean-Louis Jordana
Pour les articles homonymes, voir Jordana.
Jean-Louis Jordana, né le 7 novembre 1968 à Lavelanet, est un joueur de rugby à XV, qui a joué avec l'équipe de France en 1996 et 1997, évoluant au poste de pilier (1,85 m pour 103 kg).

## Carrière

### En clubs
Formé au Stade lavelanétien, Jean-Louis Jordana rejoint la Section paloise en 1988. 
Jordana forme la première ligne aux côtés de Philippe Racz et Jean-Bernard Duplantier.  Il a participé à deux finales du championnat de France Groupe B avec la Section paloise.
Malheureusement, ces finales se sont soldées par des défaites contre le Castres olympique en 1989 et le Stade montchaninois en 1990.
En 1996, il rejoint le Stade toulousain.
En 2000, il est contraint de mettre un terme à sa carrière à l'âge de 32 ans à cause de douleurs récurrentes au genou.

### En équipe nationale
Il a disputé son premier test match le 20 avril 1996, contre l'équipe de Roumanie, et son dernier test match fut contre l'équipe d'Écosse, le 15 mars 1997, dans le cadre du tournoi qui a valu un Grand Chelem à la France.
Il a disputé trois matchs du Grand Chelem de la France en 1997.

### Avec les Barbarians
Le 1er novembre 1995, il est invité avec les Barbarians français pour jouer contre la Nouvelle-Zélande à Toulon. Les Baa-Baas s'inclinent 19 à 34.

## Palmarès

### En sélection
- Sélections en équipe nationale : 7
- Sélections par année : 4 en 1996, 3 en 1997
- Tournois des Cinq Nations disputés : 1996, 1997
- Grand Chelem de la France en 1997

#### Tournoi des Cinq Nations
| Édition           | Rang | Résultats France | Résultats Jordana | Matchs Jordana |
| ----------------- | ---- | ---------------- | ----------------- | -------------- |
| Cinq Nations 1997 | 1    | 4 v, 0 n, 0 d    | 3 v, 0 n, 0 d     | 3/4            |

### En club
Avec la Section paloise
- Challenge Yves du Manoir :
  - Finaliste (1) : 1996

Avec le Stade toulousain
- Championnat de France de première division :
  - Champion (1) : 1997